# Gelijkheid van Parseval
In de functionaalanalyse is de gelijkheid van Parseval, genoemd naar de Franse wiskundige Marc-Antoine Parseval, voor ruimten met een inproduct de generalisatie van de stelling van Pythagoras. De formule vindt vooral toepassing bij de orthogonale ontbinding in componenten, in het bijzonder bij Fouriertransformaties.

## Gelijkheid
Laat {\displaystyle V} een lineaire ruimte met inproduct {\displaystyle \langle \cdot ,\cdot \rangle } zijn en {\displaystyle B} een orthonormale basis daarin, dan geldt voor elke {\displaystyle v\in V} de gelijkheid van Parseval:
{\displaystyle \|v\|^{2}=\langle v,v\rangle =\sum _{b\in B}|\langle v,b\rangle |^{2}}
Omgekeerd geldt dat een willekeurig orthonormaal stelsel slechts dan een basis is, als de gelijkheid van Parseval geldt.

## Toepassing
De gelijkheid van Parseval is geldig voor kwadratisch integreerbare functies.
Voor de  Fourierreeks
{\displaystyle f(x)=\sum _{n=-\infty }^{\infty }c_{n}e^{inx}}
met coëfficiënten
{\displaystyle c_{n}={\frac {1}{2\pi }}\int _{-\pi }^{\pi }f(x)e^{-inx}\,\mathrm {d} x}
luidt de gelijkheid van Parseval:
{\displaystyle {\frac {1}{2\pi }}\int _{-\pi }^{\pi }|f(x)|^{2}\,\mathrm {d} x=\sum _{n=-\infty }^{\infty }|c_{n}|^{2}}
waarbij het linkerlid ook de energie van de functie f(x) genoemd wordt.